# راديو الحارة
راديو الحارة هي محطة إذاعية إلكترونية فلسطينية تبث من بيت لحم منذ إطلاقها في مارس 2020. وازدادت شهرة المحطة عندما أطلقت حملة تضامن مع الاحتجاجات المحيطة بجدل الشيخ جراح، والتي أطلقت عليها اسم "جبهة التحرير الصوتية".
بالإضافة إلى البرامج الإذاعية التي تبث تضامنًا مع الحركات الدولية لتقرير المصير، تعمل المحطة على رفع مستوى الوعي حول القضايا المدنية وقضايا حقوق الإنسان التي يواجهها الفلسطينيون الذين يعيشون تحت الاحتلال الإسرائيلي. تلقى راديو الحارة الدعم من تحالف عالمي من الموسيقيين ووزعت برامجه على محطات دولية. كما نظمت المحطة أيضًا حملة لجمع التبرعات، للإغاثة بعد انفجار مرفأ بيروت 2020 وبثت برامج تضامنية مع مقتل مهسا أميني في إيران.

## التاريخ المبكر
تأسس راديو الحارة على يد مجموعة من الأصدقاء يزن خليلي، يوسف أنسطاس، إلياس أنسطاس، سعيد أبو جابر ومثنى حسين في مارس 2020. وكان مقرهم في بيت لحم ورام الله وعمان. بدأ العرض كمساحة لبث الموسيقى عبر الإنترنت بين هذه المدن، وهو مفتوح للجمهور بإرسال المساهمات عبر رابط دروبوكس وعرض تقديمي متعدد اللغات. لقد تلقوا مساهمات ليس فقط كموسيقى، ولكن أيضًا محتوى صوتي ومرئي وفني وكان مشروعًا مشتركًا منذ بداياته.
تأثر يوسف وإلياس أنسطاس بخلفيتهما في الهندسة المعمارية في مقاربتهما لهذا المشروع - "بالنسبة لنا، ترتبط الهندسة المعمارية ارتباطًا وثيقًا بالموسيقى في جوهرها. إنها تدور حول الانسيابية وكيفية تداخل الأشياء والمساحات مع بعضها البعض. وهذا يرتبط بقوة شديدة بالموسيقى".

## البث الإذاعي الماراثوني
بدأت إذاعة الحارة عروضاً ماراثونية لرفع مستوى الوعي حول القضايا المدنية وقضايا حقوق الإنسان التي تواجه الفلسطينيين الذين يعيشون تحت الاحتلال الإسرائيلي، فضلاً عن الصراعات في البلدان المجاورة مثل إيران. كان الحدث الأول في صيف 2020، حيث ردًا على خطط الضم الجماعية لرئيس الوزراء الإسرائيلي بنيامين نتنياهو ودعم الرئيس الأمريكي آنذاك دونالد ترامب، قاموا ببث حدث موسيقي مناهض للاستعمار ومناهض للعنصرية لمدة 72 ساعة تحت عنوان اسم "في المشمش" الذي هيأ المسرح أيضًا لبرامجهم الإذاعية اللاحقة.
وفي مايو/أيار 2021، صمتت الإذاعة لمدة 24 ساعة تضامنًا مع عمليات الإخلاء القسري لمنطقة الشيخ جراح المحتلة، وهو ما قوبل بعدة رسائل تضامن من جميع أنحاء العالم، مما أدى إلى إنشاء "جبهة التحرير الصوتية". كان برنامج جبهة التحرير الصوتية (Sonic Liberation Front) برنامجًا يوميًا بدأ ببث الأصوات المسجلة لاحتجاجات عمليات الإخلاء القسري، وتطور ليشمل تقديم أصوات مماثلة من النضالات والظلم في جميع أنحاء العالم. وتحت هذا الشعار نفسه، دخلوا في شراكة مع محطات إذاعية أخرى في جميع أنحاء العالم، بما في ذلك راديو Soho في لندن في مايو 2021 لعرض بعنوان "DJs against Arm Sales".
في سبتمبر 2022، بثت جبهة تحرير سونيك عرضين مدة كل منهما 12 ساعة تضامنًا مع احتجاجات مهسا أميني في إيران بعد مقتل مهسا أميني البالغة من العمر 22 عامًا على يد شرطة البلاد، وقد ضم العرض تشكيلة من النساء والموسيقيين غير الثنائيين.